# 時荷
時荷（？--374），字道陽，晉朝鉅鹿（今河北巨鹿）人。道教淨明派人物，西山十二真君之一，宋代政和二年（1112年）追封“洪施真人”。
少年入道，於四明山遇神人授術，能禁食辟穀，使神役鬼，因許旌陽真君法術盛行江東，遂至許真君門下，修得仙法，出山傳教。晉明帝詔入朝廷，以帝師待之，後歸山修煉，寧康二年，與許真君同時羽化。